# Fili-Davydkovo
Il quartiere Fili-Davydkovo (in russo Район Фили-Давыдково?) è un quartiere di Mosca sito nel Distretto Occidentale.
Il Kutuzovskij prospekt e la ferrovia per Smolensk dividono il quartiere in due parti distinte: Davydkovo a sud e Fili-Mazilovo a nord. L'area dove si collocava l'antico abitato di Fili non è inclusa nel territorio del quartiere attuale, si trova invece più a est, all'interno del quartiere di Filëvskij Park.
Mazilovo viene incluso nel territorio di Mosca nel 1920, ma la sua urbanizzazione diviene consistente a partire dal 1958. Gli edifici della vecchia Mazilovo sono stati riscattati dalla Gazprom per essere demoliti. Davydkovo viene inclusa nel territorio di Mosca nel 1960 insieme a Kuncevo.
Gli attuali confini del quartiere sono stati stabiliti il 12 settembre 1991.